# Synagogue de Sarajevo
La synagogue de Sarajevo est située en Bosnie-Herzégovine, sur le territoire de la ville de Sarajevo. Construite en 1902 sur des plans de l'architecte Karel Pařík, elle est inscrite sur la liste des monuments nationaux de Bosnie-Herzégovine.
La synagogue de Sarajevo est le nom donné à la synagogue ashkénaze de la ville, la seule en activité aujourd'hui. Il existe également une autre synagogue (séfarade celle-ci) qui abrite aujourd'hui le musée juif de Bosnie-Herzégovine.

## Localisation

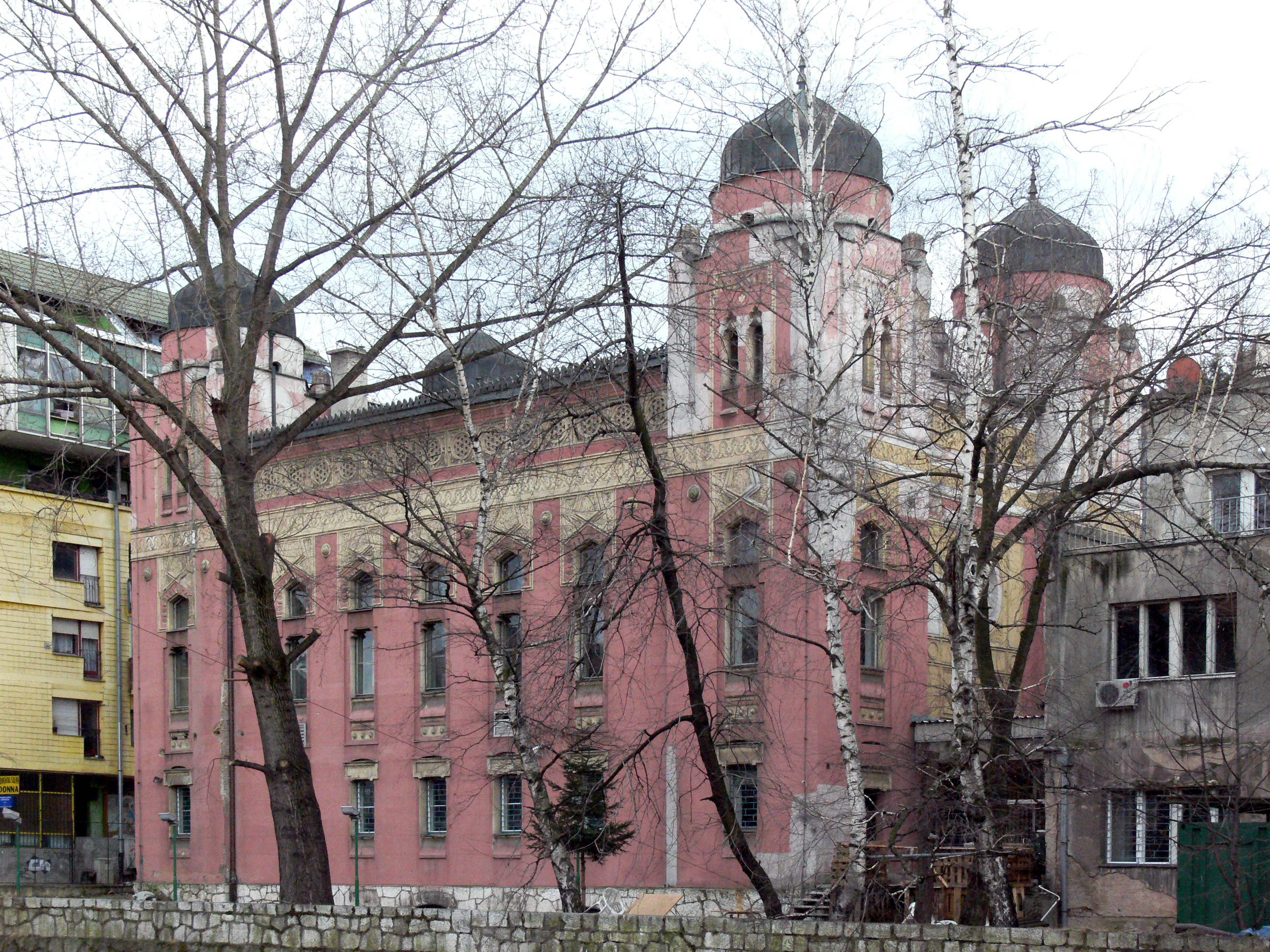
Autre vue de la synagogue

La synagogue est située sur la rive sud de la rivière Miljacka.

## Histoire

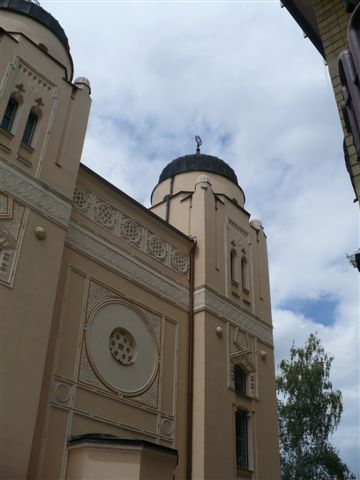
La façade est de la synagogue

En raison de la domination ottomane du pays, la communauté juive de la ville au XVIe siècle était séfarade mais, à suite de la domination de l'Empire austro-hongrois sur la ville à la fin du XIXe siècle, elle vit l'arrivée de juifs ashkénazes.
Il existait une autre synagogue monumentale à Sarajevo, « Il Kal Grande », la plus grande des Balkans, mais celle-ci fut détruite en 1941 par les nazis.
De nos jours, du fait de la petite taille de la communauté juive locale, les offices religieux se tiennent dans la zone réservée aux femmes. 
La ménorah à l'entrée du bâtiment fut posée afin de célébrer l'anniversaire des 400 ans d'installation des juifs en Bosnie-Herzégovine.

## Architecture

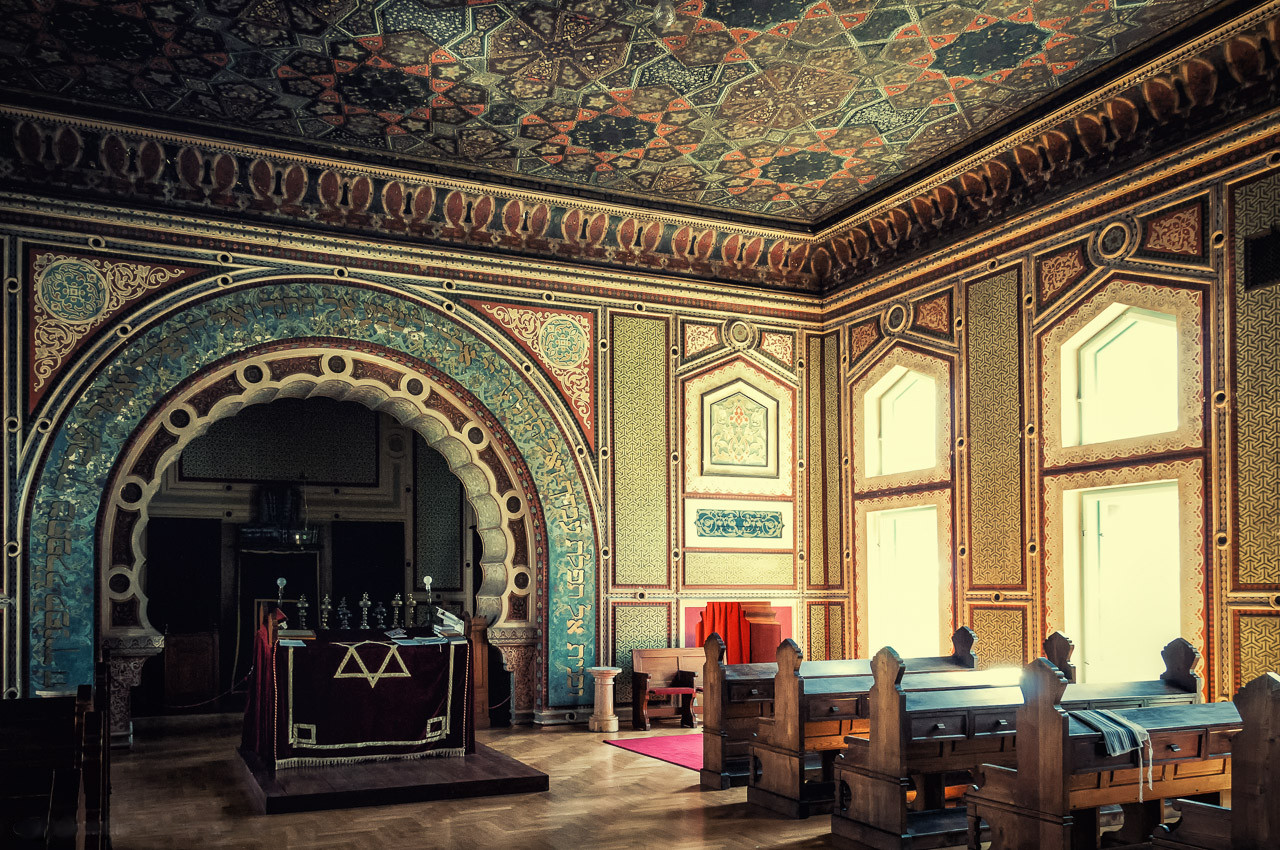
L'intérieur de la synagogue